# David Oyedepo

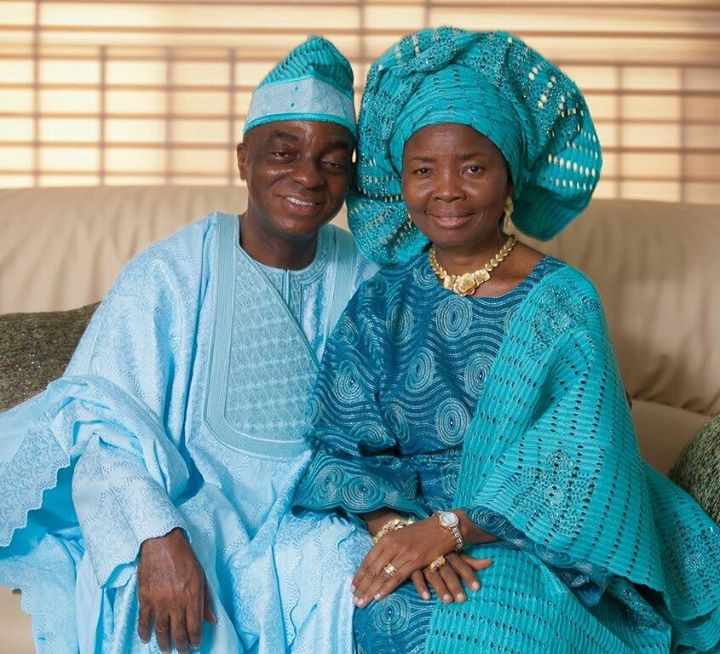
David und Florence Abiola Oyedepo, 2017

David Oyedepo (* 27. September 1954 in Oshogbo, Nigeria) ist ein nigerianischer Kirchengründer und Bischof. Er betreibt die 1981 von ihm gegründete Megachurch Living Faith World Outreach Ministry mit der Winners’ Chapel. 
Oyedepo studierte Architektur, wandte sich aber nach einem Berufungserlebnis dem Dienst der Verkündigung zu. 1983 wurde er von Enoch Adeboye in der Redeemed Christian Church of God ordiniert, fünf Jahre später zum Bischof geweiht. 1989 verlegte er seine inzwischen angewachsene Gemeinde in die nigerianische Hauptstadt Lagos und zog 1998 nach Ota im Bundesstaat Ogun, wo er das Zentrum Canaanland betreibt. Er wird der pfingstlerischen Wort-des-Glaubens-Bewegung zugerechnet.
Oyedepo ist nach Daten von Forbes mit einem Vermögen von 150 Millionen US-Dollar der reichste unter den zahlreichen evangelikalen Predigern Nigerias. Er besitzt vier Privatjets und Häuser in London und den Vereinigten Staaten. Er besitzt daneben das Dominion Publishing House, eine Verlagsgesellschaft, die alle seine Bücher vertreibt. Daneben gründete er die Covenant University und die Faith Academy, eine Elite-Highschool. Beide Einrichtungen gehören ihm ebenfalls.